# Over de brug komen
Over de brug komen is een uitdrukking die zoveel betekent als 'na lang aarzelen er voor uitkomen wat je wilt of wat je vindt', maar ook 'betalen wat men schuldig is'.

## Herkomst
De oorsprong van deze sinds de 19e eeuw in het Nederlands gebruikte uitdrukking is niet bekend, maar vermoed wordt dat de metaforische betekenis is terug te leiden naar de bruggetjes in de waterrijke streken van Nederland.
Ondanks dat er geen hard bewijs voor is, wordt wel geclaimd dat Boskoop aan de oorsprong van deze uitdrukking zou staan: vroeger moesten kwekers letterlijk over de brug komen, om hun geld te halen bij de handelaren. De Boskoopse hefbrug staat symbool voor deze uitdrukking, een belangrijk thema in de musical De Schone van Boskoop.